# Pholidosaurus
Pholidosaurus — вимерлий рід неосухійських крокодиломорфів. Це типовий рід родини Pholidosauridae. На північному заході Німеччини були знайдені відповідні скам'янілості. Відомо, що рід існував протягом берріассько-альбських етапів ранньої крейди. Викопні рештки, знайдені у формаціях Аннеро та Юдегорд у Сконе, Швеція та на острові Борнхольм, Данія, називають мезоевкрокодильними і, можливо, представляють рід Pholidosaurus.
У ранньому описі роду Lydekker (1888) згадується, що орбіта трохи менша за надскроневу ямку, нісові досягають передщелепної кістки, а леміш з’являється на піднебінні.